# Ercole Agnoletti
Monsignore Ercole Agnoletti (Galeata, 11 maggio 1920 – Firenze, 20 novembre 2007) è stato un presbitero, storico, archivista, e bibliotecario italiano. Studioso di storia della Chiesa, è autore di numerose opere di storia su centri dell'Alta Valle del Tevere e dell'Appennino tosco-romagnolo e fondatore della Biblioteca Vescovile di Sansepolcro.

## Biografia
Nacque a Galeata (attualmente in provincia di Forlì - Cesena, allora in provincia di Firenze, allora in diocesi di Sansepolcro, ora in diocesi di Forlì-Bertinoro) l'11 maggio 1920. Terminate le scuole elementari nel comune di Galeata, compie gli studi medi e ginnasiali nel Seminario vescovile di Sansepolcro, quelli liceali nel Seminario di Arezzo e gli stufi filosofici e teologici nel Seminario Arcivescovile di Firenze. Viene ordinato prete a Sansepolcro il 17 marzo 1945 dal vescovo mons. Pompeo Ghezzi.
Inizialmente svolge il ministero parrocchiale a Rondinaia (1945-1960) e Poggio alla Lastra (1946-1960) e successivamente a Pieve Santo Stefano (1960-1964). Nell'ottobre 1964 viene nominato canonico della Basilica Cattedrale di Sansepolcro e archivista della Curia Vescovile. Tra 1964 e 1966, inoltre, collabora attivamente con il vescovo Abele Conigli per l'applicazione in Diocesi di Sansepolcro delle riforme operate dal Concilio Vaticano II. In seguito è anche rettore del Seminario Vescovile di Sansepolcro, vicario generale della diocesi (1978-1986) e proposto del capitolo della Basilica Cattedrale.
In qualità di direttore dell'Archivio Vescovile, dal 1964 al 1995, ha curato il riordino dell'intero archivio diocesano e dell'archivio capitolare; inoltre, ha costituito la Biblioteca Vescovile, collocata all'interno dell'episcopio di Sansepolcro, incrementando l'antica biblioteca del Seminario diocesano. Come ricorda nell'autobiografia, pubblicata nel 1997, si è occupato personalmente del trasferimento dei 13 700 volumi dal palazzo del seminario all'episcopio, con un lavoro di anni terminato nell'ottobre del 1991 e ha reso possibile il restauro del fondo diplomatico dell'Archivio Vescovile, contenente quanto rimane dell'archivio dell'antica abbazia benedettina, poi camaldolese, di Sansepolcro.
Tra le sue pubblicazioni si segnalano Sansepolcro nel periodo degli abati, saggio critico e documentato sulla storia medievale della città per cui sono stati utilizzati per la prima volta i documenti dell'archivio dell'antica abbazia, e I vescovi di Sansepolcro, storia della diocesi attraverso le biografie dei suoi vescovi dalle origini al 1967 pubblicata in quattro volumi. Lasciata Sansepolcro nel 1995 per trasferirsi a Rufina, ha continuato a seguire la vita culturale altotiberina.
Nel 1996 è tra i soci fondatori dell'Associazione Storica dell'Alta Valle del Tevere.
È morto a Firenze all'età di 87 anni.

## Onorificenze
Il 5 gennaio 1980 è nominato Cappellano di Sua Santità, con il titolo di Monsignore.

Il 21 aprile 1995 il Comune di Sansepolcro gli conferisce il riconoscimento di "cittadino benemerito" con questa motivazione: 

## Scritti
- Madonna dei Lumi. Cenno storico su Pieve S. Stefano e il suo santuario, Forlì, tipografia Raffaelli, 1961
- La collegiata di Pieve S. Stefano (storia e cronaca della sua costruzione), Sansepolcro, tipografia Boncompagni, 1968
- Maddalena Rinaldi Serva di Dio, Sansepolcro, tipografia Boncompagni, 1969
- Memorie religiose inedite di Sansepolcro, Sansepolcro, tipografia Boncompagni, 1970
- Spigolature di archivio, Sansepolcro, tipografia Boncompagni, 1971
- I Vescovi di Sansepolcro (note di archivio), I, Sansepolcro, Tipografia Boncompagni, 1972
- I Vescovi di Sansepolcro (note di archivio), II, Sansepolcro, Tipografia Boncompagni, 1973
- I Vescovi di Sansepolcro (note di archivio), III, Sansepolcro, Tipografia Boncompagni, 1974
- I Vescovi di Sansepolcro (note di archivio), IV, Sansepolcro, Tipografia Boncompagni, 1975
- con Bruno Giorni, Caprese Michelangelo, Cerbara (Città di Castello), tipografia A. C. Grafiche, 1975
- con Luciana Venturini e Alessandro Vestri, La Badia di Succastelli, Città di Castello, tipografia A. C. Grafiche, 1975
- La cattedrale di Sansepolcro illustrata, Sansepolcro, tipografia Boncompagni, 1976 (Città di Castello - Sansepolcro. Due città, due cattedrali, a cura di Giuseppe Amantini, Città di Castello, Tibergraph Editrice, 2001)
- Sansepolcro nel periodo degli abati (1012 - 1521), Città di Castello, tipografia A. C. Grafiche, 1976
- Il museo civico di Sansepolcro, Città di Castello, tipografia A. C. Grafiche, 1977
- La Madonna della Misericordia e il Battesimo di Cristo di Piero della Francesca, Città di Castello, tipografia A. C. Grafiche, 1977
- Viaggio per le valli altotiberine toscane, Città di Castello, tipografia A. C. Grafiche, 1979
- con Francesco Cestelli e Alessandro Melani, La Madonna dei Lumi di Pieve S. Stefano, Città di Castello, tipografia A. C. Grafiche, 1979
- Rapporti tra il "nullius" di Sestino e i vescovi di Sansepolcro, in La pieve di Sestino, atti del convegno, Sestino, 18 agosto 1979, Rimini, Bruno Ghigi Editore, 1980 [ma 1981], pp. 135-144
- Piccole storie di Sansepolcro e altrove, I, Sansepolcro, tipografia Arti Grafiche, 1984 (parzialmente Città di Castello - Sansepolcro. Due città, due cattedrali, a cura di Giuseppe Amantini, Città di Castello, Tibergraph Editrice, 2001)
- Le memorie di Sansepolcro, Sansepolcro, tipografia Arti Grafiche, 1986
- Personaggi di Sansepolcro, tipografia Arti Grafiche, 1986
- 102 figure di preti, Sansepolcro, tipografia Arti Grafiche, 1987
- Piccole storie, II, Sansepolcro, tipografia Arti Grafiche, 1987
- L'eremo della Casella, Sansepolcro, tipografia Arti Grafiche, 1987
- 103 Santi su 573 altari, Sansepolcro, tipografia Arti Grafiche, 1988
- Il "nullius" di Sant'Ellero nel 1705, Sansepolcro, tipografia Arti Grafiche, 1989
- L'abbazia "nullius" di Bagno, Sansepolcro, tipografia Arti Grafiche, 1990
- Gialli, Sansepolcro, tipografia Arti Grafiche, 1990
- Il Volto santo di Sansepolcro, Sansepolcro, tipografia Arti Grafiche, 1990
- Il sentiero del Poggio, Sansepolcro, tipografia Arti Grafiche, 1990
- La valle della luce, Sansepolcro, tipografia Arti Grafiche, 1991
- Le Cappuccine di Sansepolcro, Sansepolcro, tipografia Arti Grafiche, 1991
- Il Figlio dell'uomo, Sansepolcro, tipografia Arti Grafiche, 1991
- I Papi al Borgo, Sansepolcro, tipografia Arti Grafiche, 1992
- Renzo Villa, Dino Orsini, Ercole Agnoletti, Fausto Lanfranchi, Elio Ciacci, Aldo Amati, Luigi Tiberti, Cor meum vigilat. Ricordo di mons. Emilio Biancheri vescovo di Rimini, Rimini, Diocesi di Rimini, 1992
- Il B. Raniero da Borgo San Sepolcro, Sansepolcro, tipografia Arti Grafiche, 1994
- Viaggio per le valli bidentine, Rufina, tipografia Poggiali, 1997
- Il cantiere di Sant'Agostino a Sansepolcro. La vecchia pieve di Santa Maria cambia titolo, in «Pagine altotiberine», 3, 1997, 91-96
- Come un'avventura. Davanti allo specchio, Rufina, tipografia Poggiali, 1997
- Rufina e le sue frazioni Storia arte industria, Rufina, tipografia Poggiali, 1998
- L'ampliamento della Maestà di Caprese, in «Pagine altotiberine», 7, 1999, 139-142
- L'arruolamento a Sansepolcro nell'età della Restaurazione, in «Pagine altotiberine», 32, 2007, 121-126
- Materiali per la storia di Sansepolcro nella prima metà del XIX secolo, in «Pagine altotiberine», 31, 2007, 81-94

## Fonti
- E. Agnoletti, Come un'avventura. Davanti allo specchio, Rufina, Tipografia Poggiali, 1997.
- A. Czortek, Dal Tevere al Bidente. Studi sulla Diocesi di Sansepolcro, Selci-Lama, Pliniana Editrice, 2022.